# 国際治安支援部隊
国際治安支援部隊（こくさいちあんしえんぶたい 英: International Security Assistance Force）は、国際平和活動のひとつ。アフガニスタンの治安維持を通じアフガニスタン政府を支援する目的で、2001年12月5日のボン合意に基づく2001年12月20日の国連安保理決議1386号により設立された。当初は有志国の集まりからなる多国籍軍により構成されていたが、後に北大西洋条約機構（NATO）へ移管された。略称はISAF（アイサフ）。標語は、"کمک او همکاری"（komak aw hamkâri、パシュトー語で「相互協力」の意）である。
ISAFの作戦本部はアフガニスタンのカーブルにあり、司令本部はオランダのNATOブルンスム統連合軍司令部に置かれる。いずれも、欧州連合軍最高司令官（Supreme Allied Commander Europe: SACEUR）の指揮下にある。
2014年末に任務を終了し、アフガニスタン政府へ治安権限移譲を行った。確固たる支援任務に引き継がれた。

## 設立根拠
国際治安支援部隊（ISAF）は、NATOによる活動を国連が承認したもの。設立は、2001年12月20日の安保理決議1386号により、国連憲章第7章の発動の下で行われる軍事的強制措置、すなわち集団安全保障の実行措置として、憲章第43条の規定に基づいている。軍事的強制措置は、「安全保障理事会と加盟国の間の特別協定に従って提供される兵力・援助・便益」によって行われる。ISAFはこの措置に従い、2001年12月31日にアフガン暫定政府と軍事技術協定（Military Technical Agreement）を結んでおり、この協定はアフガン正統政府の発足後、2003年12月9日に再び調印されている。ただし、この協定はISAFとホスト国の間で交わされたものであり、国連とISAFの間で交わされたものではない。憲章第43条の規定は部分的にのみ履行されており、安保理・加盟国間の協定は成立していない。
2007年9月19日の安保理決議1776及び延長前の1707（2006年9月12日採択） において、ISAF司令部に対し、「事務総長を通し安全保障理事会に対しその活動委任内容の履行状況について四半期ごとあるいは定期的な報告を行うことを要請する」という主旨の決定事項が決議本文に記載されているものの、国連憲章第1章に基づく平和維持軍ではない。ISAFは、湾岸戦争における678（武力行使容認決議）と同様、国連憲章第7章に基づき「国連安保理に派遣を承認された有志国連合軍」（いわゆる「多国籍軍」）である。

### 根拠文書
ISAFの設立を承認した安保理決議1386は、ボン合意の付帯文書I、「ANNEX I: INTERNATIONAL SECURITY FORCE」）の規定に基づきその履行措置として採択された。付帯文書Iの当該箇所の要旨（仮訳）は次のとおり（太字部分が、当初想定されていた任務内容である）。
1. この会議の参加者一同は、アフガニスタンにおける治安と秩序の維持はあくまでアフガン国民自身の責務であることを認める。このため、会議の参加者一同は、国連要員、国際機関及びNGO要員が安全な環境の中で活動できるようにするため、許容される限りの手段と影響力を行使して治安の維持に務めることをここに約する。
2. 上記目的を念頭に、この会議の参加者一同は国際社会に対し、保安部門及び国軍の創設についてアフガンの新政府当局を支援することをここに要請する。
3. アフガン独自の保安部門及び国軍の確立には相当な時間がかかることを想定し、この会議の参加者一同は国連の安全保障理事会に対し、国連授権のある部隊の早期派遣を求める。この部隊は、カーブルならびにその周辺地域における治安維持支援の任に当たるものとする。同部隊は、適当であると判断される場合は、必要に応じて、他の都市部及び地域へと展開することが可能であるとする。
4. この会議の参加者一同は、国連授権の部隊が展開されるカーブルその他都市部およびその他地域から、各々の軍隊を撤退されることを約する。またこの部隊は、アフガニスタンの国内インフラの復興を支援する能力を有するものであることが望まれる。

## 任務
国際治安支援部隊（ISAF）は、アフガニスタン政府、国連アフガニスタン支援ミッション（UNAMA)、国際機関（IGO）および非政府組織（NGO）と連絡及び協力することにより各機関と連携してその任務を果たす。ISAFの任務は、「アフガニスタン当局者及び、特に人道・復興分野に従事する国連要員その他国際文民要員等が安全な環境で活動できるよう、アフガニスタン国内の治安維持について同国政府を支援すること」である。具体的には、パトロール等の治安維持活動や、国軍・警察等の治安部隊の訓練、民軍協力（CIMIC: Civil-Military Cooperation）プロジェクトの調整、アフガニスタン政府の治安分野改革（DIAG、麻薬対策等）の支援などを実施することである。
設立当初、ISAFはMTA（Military Technical Agreement: 軍事技術協定）に基づきアフガニスタンのカーブル及び近郊のバグラム空軍基地を含むAOR（Area of Responsibility: 活動範囲）の治安維持を支援することを目的として、各国軍から構成される多国籍軍が半年の活動期間を与えられていた。しかし後続の決議、アフガニスタン政府の要請、そしてNATOによる政治決定を受けて、ISAFの活動範囲は徐々に拡大されていった。

### 任務の変遷
- 2001年12月20日、安保理決議1386により6ヶ月の期間で任務を与えられる。
- 2002年5月23日、安保理決議1413により期間が半年延長される[11]。
- 2003年8月11日、国連およびアフガニスタン政府の要請により、この日を以って指揮権が ドイツ・ オランダ連合軍からNATOへと移行する。
- 2003年10月13日、安保理決議1510号により活動範囲をカーブル周辺からアフガニスタン全土に拡大することが承認される[12]。
- 2003年12月、北部へ展開を開始する（ステージ1）。
- 2004年6月24日、 トルコでのNATO首脳会議でカーブル周辺以外の地域への任務拡大が決定される[13]。
- 2005年5月、西部への展開を開始する（ステージ2）。
- 2006年7月、南部の治安維持部隊の指揮権をOEFより継承。南部展開を開始する（ステージ3）。
- 2006年10月、東部の治安維持部隊の指揮権をOEFより継承。東部へ展開を開始する（ステージ4）。

## 活動内容
国際治安支援部隊の活動は6つの柱から構成されている。
1. アフガン国家治安部門（ANSF）[15]と連携した治安維持支援
2. ANSFおよびアフガン国家警察（ANP）[16]の開発及び育成の支援
3. 復興ニーズの調査支援
4. 非合法武装集団の解体（DIAG）[17]支援
5. 麻薬対策支援
6. 人道支援サポート

## 活動実績
2009年10月現在、アフガン国軍（ANA）を含むアフガン国家治安部門（ANSF）の育成任務にあたり、とくにANA育成についてISAFは以下の実績を残している。
1. ISAFとの共同作戦時の先導率 - 62%
2. 兵力 - 93,980人（国連承認のもと2010年10月までに134,000人に増強する予定）
3. 部隊
  1. 部隊本部 x5
  2. 首都防衛部隊 x1
  3. 空挺部隊 x1

## 特権免除
ISAFの要員、支援要員、及び関連する連絡要員は全て、アフガニスタン暫定政府と結ばれる軍事技術協定（MTA）に基づき以下の特権免除を付与される。
1. 1946年2月13日の 国際連合の特権及び免除に関する条約に於ける国際連合のための任務を行なう専門家に関する条項の変更すべきところを変更した（mutatis mutandis）規定の適用。
2. 個人逮捕及び拘束の免除。誤って逮捕若しくは拘束された場合、すみやかにISAF当局に引き渡されなければならない。
3. アフガニスタン領内に於ける各部隊提供国要員によるあらゆる刑事犯罪もしくは軍規違反行為に関する当該要員所属国の専属管轄権の行使。この際、アフガニスタン暫定政府はこれら管轄権の行使に辺り部隊提供国を支援しなければならない。
4. 部隊提供国の承諾なき、あらゆる国際法廷、機構若しくは国家に対する引渡し若しくは身柄の拘束の免除。

## 組織構成
国際治安支援部隊（ISAF）は陸・空の2つの側面から活動を展開する。それぞれが本部や方面軍を持ち、その作戦運用面での全てを統括するのがカーブルの司令部で、カーブルの司令部はNATO欧州連合軍最高司令部（SHAPE: Supreme Headquarters Allied Powers Europe）にその司令部を置く作戦連合軍（ACO:Allied Command Operations）の指令を受ける。ISAFの場合は、オランダのブルンスム連合統合軍司令部（JFBCS: Allied Joint Force Command Brunssum）がその指揮を執る。
ISAFの組織構成は次のとおり。
1. 欧州連合軍最高司令部（SHAPE）
2. ブルンスム連合統合軍司令部（JFBCS）
3. カーブル司令部（HQ ISAF）

- 航空任務部隊（ATF:Air Task Force）
- 方面軍（RC:Regional Command）
- 前進兵站基地（FSB:Forward Support Base）
- 地方復興チーム（PRT:Provincial Reconstruction Team）

## 指揮系統
当初は、指揮国が半年交代であり、イギリス、トルコ、ドイツの順に指揮を取った。しかし、指揮国の負担が大きかったため、2003年8月9日より、NATOが指揮を取ることとなった。これは、NATOとしての初の北米・欧州以外への域外派遣となる。

## 参加国
2009年10月現在、国際治安支援部隊（ISAF）には欧州連合（EU）を中心に、計43カ国から約71,030名が参加している。2002年1月10日以降、ISAF参加国は相互にMOU（共同覚書）を締結することにより、ISAFへの参加を公式なものとしている。前出のISAF公式サイトの発表に基づくISAFの参加国構成は次のとおり。

### NATO加盟国
2009年10月現在、ISAFにはNATO全加盟国（28カ国）が参加している。2009年4月にフランスが軍事部門に完全復帰し、初めて軍事作戦に公式に参加する形となった。さらに同月、アルバニアとクロアチアが正式加入したことにより、2009年度になって初めて全NATO加盟国が参加した形となった。尚、増減数は2008年10月度のデータに比較したものである。
| No. | 国名         | 戦力  | 増減  |
| --- | ------------ | ----- | ----- |
| 1.  | アルバニア   | 250   | 110   |
| 2.  | ベルギー     | 530   | 110   |
| 3.  | ブルガリア   | 460   | 0     |
| 4.  | カナダ       | 2,830 | 330   |
| 5.  | クロアチア   | 290   | 10    |
| 6.  | チェコ       | 480   | 65    |
| 7.  | デンマーク   | 690   | 60    |
| 8.  | エストニア   | 150   | 30    |
| 9.  | フランス     | 3,095 | 365   |
| 10. | ドイツ       | 4,365 | 1,055 |
| 11. | ギリシャ     | 145   | 15    |
| 12. | ハンガリー   | 360   | 120   |
| 13. | アイスランド | 2     | (6)   |
| 14. | イタリア     | 2,795 | 445   |

| No. | 国名           | 戦力   | 増減  |
| --- | -------------- | ------ | ----- |
| 15. | ラトビア       | 175    | 105   |
| 16. | リトアニア     | 250    | 50    |
| 17. | ルクセンブルク | 8      | (1)   |
| 18. | ノルウェー     | 480    | 25    |
| 19. | ポーランド     | 1,910  | 780   |
| 20. | ポルトガル     | 145    | 75    |
| 21. | ルーマニア     | 990    | 265   |
| 22. | スロバキア     | 245    | 175   |
| 23. | スロベニア     | 130    | 60    |
| 24. | スペイン       | 1,000  | 220   |
| 25. | トルコ         | 720    | (80)  |
| 26. | イギリス       | 9,000  | 670   |
| 27. | アメリカ合衆国 | 34,800 | 14200 |

### 非NATO加盟国（EAPC）
2009年10月現在、ISAFには非NATO加盟国でEAPC加盟国から以下の10カ国が参加している。
| No. | 国名                     | 戦力 | 増減 |
| --- | ------------------------ | ---- | ---- |
| 1.  | アルメニア               | 0    | 0    |
| 2.  | オーストリア             | 4    | 3    |
| 3.  | アゼルバイジャン         | 90   | 45   |
| 4.  | ボスニア・ヘルツェゴビナ | 10   | 新規 |
| 5.  | フィンランド             | 165  | 0    |

| No. | 国名         | 戦力 | 増減 |
| --- | ------------ | ---- | ---- |
| 6.  | 北マケドニア | 165  | 30   |
| 7.  | アイルランド | 7    | 0    |
| 8.  | スウェーデン | 430  | 150  |
| 9.  | ジョージア   | 1    | 0    |
| 10. | ウクライナ   | 10   | 7    |

### 非NATO加盟国(非EAPC)
2009年10月現在、ISAFには非NATO加盟国で非EAPC加盟国から以下の5カ国が参加している。
| No. | 国名             | 戦力  | 増減 |
| --- | ---------------- | ----- | ---- |
| 1.  | オーストラリア   | 1,350 | 270  |
| 2.  | ニュージーランド | 300   | 145  |
| 3.  | シンガポール     | 9     | 0    |
| 4.  | アラブ首長国連邦 | 25    | 0    |
| 5.  | トンガ           | 0     | 0    |

### 日本の協力
主な出典：NATO広報センターファクトシート（2008年10月）
2009年5月現在、政府は2007年1月の安倍晋三内閣総理大臣（当時）の北大西洋理事会（NAC）での演説以降、アフガニスタンでISAFを展開するNATOに対し財政支援（financial support）を行っており、NATO・ISAF側は広報センターを通じてこの事実をファクトシートの形で公表している。日本の対NATO協力の変遷は次のとおり。
- 2007年1月、安倍首相（当時）が北大西洋理事会で演説を行う[25]。
- 2007年3月、アフガニスタンでの人道支援プロジェクトのために約20億円の財政支援を実施。
- 2007年12月、NATO文民代表部との連絡促進のため常勤の連絡調整員を指名[26]。
- 2009年5月、NATO加盟国のリトアニア政府の要請を受け、チャグチャラーンで展開するPRT（地方復興チーム）に対する文民派遣を行なうことを決定。外務省職員2名と公募民間人2名の計4名を派遣予定[27]。

NATOのアフガニスタンでの活動に対する日本の財政支援は、政府の草の根（人間の安全保障）無償資金協力（GAGP）スキームの範囲内で行われている。2008年10月2日現在、日本政府はGAGPの方針に従い29のプロジェクト支援を実施しておりその総額は約260万ドル（2,647,927米ドル）に及んでいる。NATOによれば、政府はさらに39のプロジェクトへの追加資金協力を検討している。

## 上級文民代表
2003年11月以降、NATOは、アフガニスタンにおける政治・軍事上の目的遂行の為に、連合の政治部門の代表として上級文民代表（Senior Civilian Representative）を派遣している。 上級文民代表は、欧州連合、アフガニスタン政府、国連アフガニスタン支援ミッション、市民社会組織（Civil Society Organizations）、国際社会及び近隣諸国との連絡調整役を担う。

### 歴代文民代表
| 国名     | 氏名（日）                           | 氏名（英）                     | 任期                           |
| -------- | ------------------------------------ | ------------------------------ | ------------------------------ |
| トルコ   | ヒクメト・チェティン国務相           | Minister of State Hikmet Cetin | 2003年11月19日 - 2006年8月24日 |
| オランダ | ダーン・エバーツ大使                 | Ambassador Daan Everts         | 2006年8月24日 - 2007年1月24日  |
| オランダ | モーリッツ・ヨケムズ大使（臨時代行） | Ambassador Maurits R. Jochems  | 2008年1月24日 - 2008年4月24日  |
| イタリア | フェルナンド・ジェンティリーニ大使   | Ambassador Fernando Gentilini  | 2008年7月23日 -2010年1月24日   |
| イギリス | マーク・セドウィル大使               | Ambassador Mark Sedwill        | 2010年1月28日 -                |

## 司令官
国際治安支援部隊（ISAF）は当初、有志国が参加する有志国連合軍であった。2003年8月11日にISAFの全指揮権がNATOに移るまで（ISAF IV ～）、ISAFの指揮は参加国の司令官が持ち回りで執った。現在、ISAFの指揮権は10回目のラウンドを終え、 アメリカ合衆国に移っている。米国がISAFの指揮権を持つのはこれが初めて。

### 歴代軍司令官
| ISAF x    | 国名           | 氏名（日）                       | 氏名（英）                | 任期                          |
| --------- | -------------- | -------------------------------- | ------------------------- | ----------------------------- |
| ISAF I    | イギリス       | ジョン・マコール少将             | Maj.Gen. John McColl      | 2001年1月10日 - 2002年6月20日 |
| ISAF II   | トルコ         | ヒルミ・アクン・ゾルル大将       | Gen. Hilmi Akin Zorlu     | 2002年6月20日 - 2003年2月10日 |
| ISAF III  | オランダ       | ノルベルト・ファン・ハイスト中将 | Lt.Gen. Norbert Van Heyst | 2003年2月10日 - 2003年8月11日 |
| ISAF IV   | ドイツ         | ゲッツ・グリーメロート中将       | Lt.Gen. Gotz Gliemeroth   | 2003年8月11日 - 2004年2月9日  |
| ISAF V    | カナダ         | リック・ヒリアー中将             | Lt.Gen. Rick Hillier      | 2004年2月9日 - 2004年8月9日   |
| ISAF VI   | フランス       | ジャン＝ルイ・ピ中将             | Lt.Gen Jean-Louis Py      | 2004年8月9日 - 2005年2月13日  |
| ISAF VII  | トルコ         | エテム・エルダギ中将             | Lt.Gen. Ethem Erdagi      | 2005年2月13日 - 2005年8月4日  |
| ISAF VIII | イタリア       | マウロ・デル・ヴェッキオ中将     | Lt.Gen. Mauro del Vecchio | 2005年8月4日 - 2006年5月4日   |
| ISAF IX   | イギリス       | デイビッド・リチャーズ大将       | Gen. Sir David Richards   | 2006年5月4日 - 2007年2月4日   |
| ISAF X    | アメリカ合衆国 | ダン・マクニール中将             | Lt. Gen. Dan K. McNeill   | 2007年2月4日 - 2008年6月2日   |
| ISAF XI   | アメリカ合衆国 | デイビッド・マキャナン大将       | Gen David D. McKiernan    | 2008年6月2日 - 2009年6月12日  |
| ISAF XII  | アメリカ合衆国 | スタンリー・マクリスタル大将     | Gen Stanley A. McChrystal | 2009年6月15日 - 2010年6月23日 |

## 終了
2014年12月28日、カーブルにて国際治安支援部隊の任務終了を記念する式典が行われ、アフガニスタン治安部隊への権限の移譲が完了した。2001年から2014年までの13年間で部隊要員約3,500人が犠牲なった部隊の展開は、2015年よりNATOによる訓練および支援任務（確固たる支援任務）に移行した。